# 楡木満生
楡木 満生（にれぎ みつき、1938年7月23日 - 2012年10月11日）は、日本の臨床心理学者。臨床心理士・上級産業カウンセラー・日本カウンセリング学会認定カウンセラー/スーパーバイザー。医学博士（自治医科大学）。栃木県生まれ。立正大学心理学部教授を経て、同大学名誉教授。専攻は発達臨床心理学。

## 経歴
- 1961年　東京教育大学理学部卒業。
- 1974年　栃木県立教育研修センター指導主事。
- 1981年　（米国）ミシガン州立大学大学院（教育心理学専攻）修士課程修了（MA）。
- 1976年　自治医科大学専任講師、助教授、教授。
- 1992年　医学博士を取得。
- 1997年　お茶の水女子大学生活科学部発達心理学教授。
- 2001年　立正大学文学部教授。
- 2002年　立正大学心理学部を創設、立正大学心理学部長。NPO法人東日本カウンセリングセンター理事。
- 2009年　立正大学を退職、立正大学名誉教授。

## 所属学会
- 日本カウンセリング学会、事務局長及び常任理事
- 日本産業カウンセリング学会、副会長、常任理事及び事務局長
- 日本臨床心理士資格認定協会評議委員
- 日本健康心理学会理事
- 日本家族心理学会監事
- 日本学生相談学会、常任理事及び理事
- 日本保健医療行動学会、副会長及び理事